# Liste des drapeaux de Suisse J
Pour les communes suisses commençant par J. Pour plus d'informations sur les conceptions, s'il vous plaît lire l'article d'une commune.

Jongny
Jouxtens-Mézery
Juriens
Jussy